# Sutra
Das Sanskrit-Wort Sutra (सूत्र: sūtra, „Faden“, „Kette“; Pali: Sutta, sūtta; übertragen „Lehrrede“) bezeichnet entweder einen kurzen, durch seine Versform einprägsamen Lehrsatz in der alt- und mittelindischen Literatur oder eine Sammlung solcher Lehrsätze. Neben dem Sutra in der Sanskrit-Literatur findet sich das Sutra auch in den Lehrtexten des Buddhismus und des Jainismus, jedoch ohne den kurzen, aphoristischen Charakter. Das Sutra entsprechende Pali-Wort Sutta bezieht sich auf bestimmte Teile des für den Theravada-Buddhismus einzig als kanonisch geltenden Pali-Kanons.

## Merksatz-Charakter
Die ältesten indischen Texte wurden mündlich überliefert und sind viel älter als die Verwendung von Schrift. Trotz exzellenter mnemotechnischer Methoden suchte man nach Möglichkeiten, komplexe Sachverhalte in komprimierter, merksatzartiger Form weiterzugeben. Dieses Streben nach Kürze ist dafür verantwortlich, dass die Inhalte heute oft schwer verständlich sind. Für die damaligen Schüler jedoch, die gleichzeitig ausführliche mündliche Erläuterungen erhielten, stellten die Sutras eine wirkungsvolle Gedächtnisstütze dar.
Um also die Verfälschung des Textes beim mündlichen Weiterreichen von Generation zu Generation zu verhindern, wurde eine strenge Versform genutzt. Ein Vers, der ein bestimmtes Versmaß aufweist und sich reimt, kann sich nicht einfach verändern; Unregelmäßigkeiten, die durch Hinzufügen, Verändern oder Weglassen einzelner Worte entstehen, werden sofort bemerkt. Hinzu kam, dass die Texte auf eine Melodie gesungen oder im Singsang gesprochen wurden. Nachteile (ein Mangel an Redundanz, wie er sich auch im deutschen Wort „Dichtung“ andeutet) wurden durch Vorteile (Einprägsamkeit) offenbar mehr als ausgeglichen.
Seine konsequenteste Ausprägung fand der Sutra-Stil in der Schule der Grammatiker, insbesondere bei Panini, der auf wenigen Seiten eine vollständige Systematik des Sanskrit darlegte. Von dem Grammatiker Patanjali stammt der Ausspruch, wenn ein Sutra-Autor eine halbe, kurze Silbe einsparen könne, sei er so glücklich, wie wenn ihm ein Sohn geboren werde.
Fast alle philosophischen Systeme (Darshanas) der älteren Zeit fanden ihre Ausgestaltung in der Form von Sutras; auch eine umfangreiche Kommentarliteratur ist überliefert.

## Hinduismus
Im Hinduismus heißen knappe Auszüge aus den Veden Sutras. Eine Definition für Sutra wird in Skanda-Purana gegeben: „Ein Sutra ist ein Aphorismus, der die Essenz allen Wissens in wenigen Worten ausdrückt. Er muss universal anwendbar und fehlerlos in seiner linguistischen Präsentation sein.“
Das bekannte Brahma-Sutra (auch Vedanta-Sutra genannt) wird Vedavyasa zugeschrieben. Vedanta bedeutet „Ende“ bzw. „Vollendung des Veda“. Der Hauptzweck des Sutra und der Diskussionen in den Upanishaden besteht darin, den persönlichen Aspekt der Absoluten Wahrheit herauszustellen. Im Vedanta-Sutra sind die philosophischen Einsichten der Upanishaden zusammengefasst. Die Sutras des Patanjali bilden die Grundlagen des Raja-Yoga.
Einer, der die Fäden zieht: In der altindischen Lehre von Musik und Tanz Gandharva, wie sie Bharata um die Zeitenwende in seinem Werk Natyashastra zusammenfasste, ist der Sutradhara der Zeremonienmeister des Ritualtheaters, der im Vorspiel (Purvaranga) die Zuschauer begrüßt und später die Szenen erläutert. Ein solcher Theaterdirektor ist für viele indische Theaterformen bis heute charakteristisch.

## Buddhismus

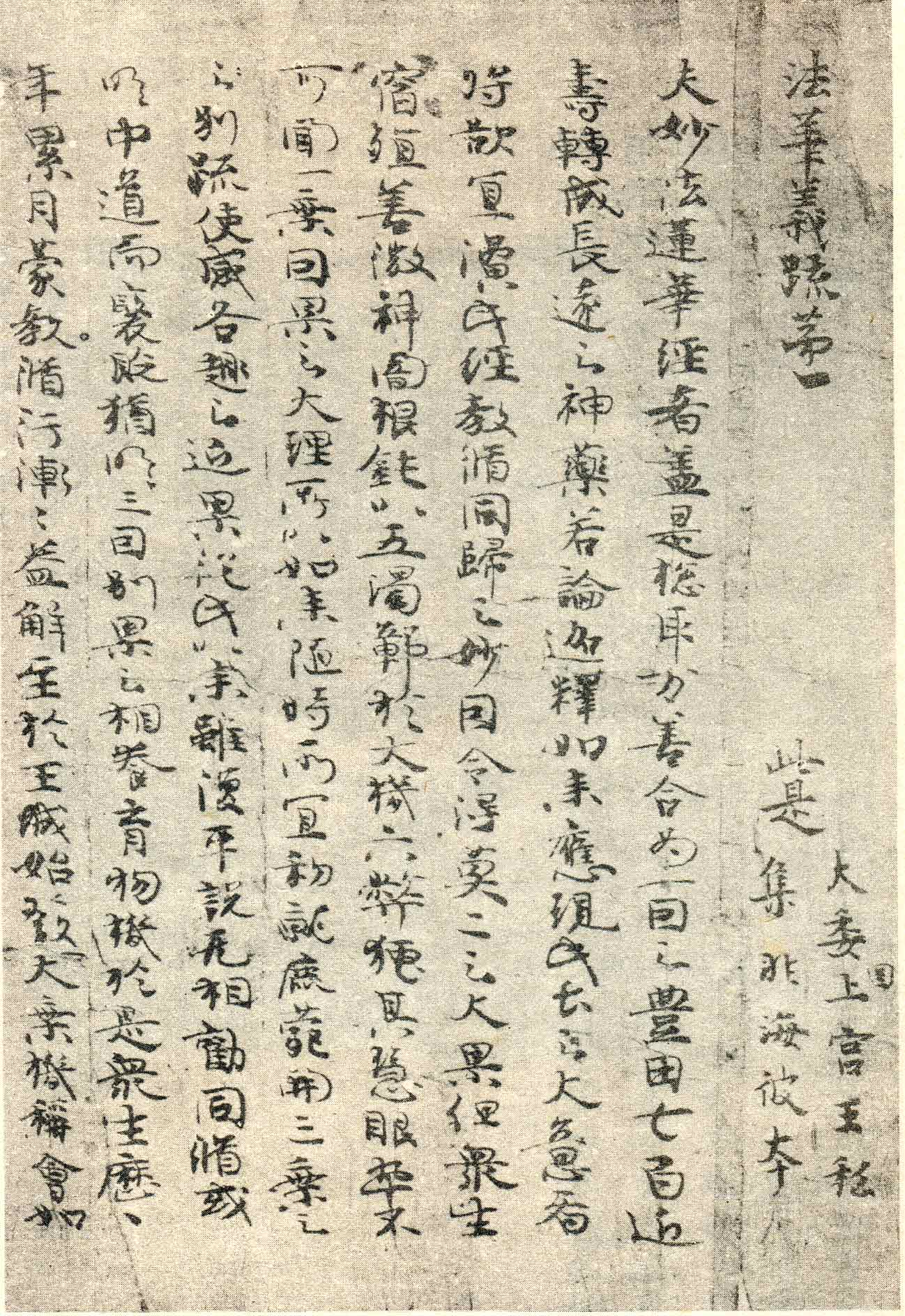
Das Lotos-Sutra, angeblich von Prinz Shōtoku geschrieben

Die buddhistische Lehre wurde in Form von mündlich weitergegebenen und erst viel später aufgezeichneten Lehrreden des Buddha übermittelt, deshalb lautet die Einleitung aller Sutras: „So habe ich’s gehört“ (pali: evam me suttam). Für die Rezitation bestimmter Texte gab es Spezialisten, so genannte Bhāṇaka. Oft wendet sich der Buddha in diesen Lehrreden, die stets um ein bestimmtes Thema kreisen, an eine Gruppe von Mönchen. Ein situativer Einstieg ist charakteristisch: „So habe ich’s gehört: Zu einer Zeit weilte der Erhabene im Wildpark von Isipatana bei Varanasi. Dort nun wandte sich der Erhabene an die fünf Mönche und sprach …“
Drei große Kanon-Sammlungen existieren: der Pali-Kanon mit seinem „Korb der Lehrreden“ (Suttapitaka), der chinesische Sanzang (heute im Taishō Tripitaka standardisiert) und der tibetische Kangyur (Kanjur). In den verschiedenen Textsammlungen liegen die Sutras oft in unterschiedlicher Form vor; dies ist auf Interpretationsvarianten der verschiedenen buddhistischen Schulen (Theravada, Mahāyāna, Vajrayāna) zurückzuführen.
Einen durchaus eigenen Stil weisen die Mahāyāna-Sutras auf, die auch thematisch über die im Pali-Kanon beschriebenen Befreiungswege hinausgehen. Einzelne dieser Werke sind von zentraler Bedeutung für bestimmte Schulen und Richtungen des Mahāyāna, etwa das Lotos-Sutra für die Schulen des Nichiren-Buddhismus oder das Große Sukhāvatī-Sutra für die Schulen des Reinen Landes.

## Verständnis und Forschung
Im wörtlichen Sinn bedeutet Sutra „Faden“ oder „Kette“, häufig irrtümlich als „Leitfaden“ gedeutet. Diese Interpretation ist zwar naheliegend, denn im Sanskrit führen praktisch alle „Leitfäden“ das Wort Sutra im Titel, beispielsweise das Yoga-Sutra des Patanjali oder das im deutschsprachigen Raum bekanntere Kamasutra des Vatsyayana. Im Gegensatz zu den Ślokas handelt es sich bei den Sūtras um Prosatexte, welche äußerst knapp gehalten werden, um das Lernen zu vereinfachen.
Die ersten vedischen Sutras wurden in Prakrit verfasst, einer mittelindischen Sprachform und daher einer volkssprachlichen Weiterentwicklung des Sanskrit. Pionier der Prakrit-Forschung war in der zweiten Hälfte des 19. Jahrhunderts der deutsche Professor Richard Pischel. Im Rahmen seiner Forschungstätigkeit an der Universität Halle wurde die erste moderne systematische Grammatik des Prakrit verfasst; nun konnten zahlreiche vedische Sutras übersetzt und in Dissertationen veröffentlicht werden, unter anderem die Karmapradipa durch die Pischel-Schüler Friedrich Schrader (1889) und Baron Alexander von Staël-Holstein (1900).

## Sutras (Auswahl)
- Suttapitaka
  - Diamant-Sutra
  - Herz-Sutra
  - Lankavatara-Sutra
  - Lotos-Sutra
  - Nirvana-Sutra
- Kamasutra